# 私以外私じゃないの
「私以外私じゃないの」（わたしいがいわたしじゃないの）は、2015年4月22日に発売されたゲスの極み乙女。の2枚目のシングル。発売元はunBORDE（Warner Music Japan）。初回限定盤（初回限定ゲスなレジャー盤）は「ゲスくん以外ゲスじゃないレジャーシート」付き。

## 収録曲
全作詞・作曲：川谷絵音
1. 私以外私じゃないの [3:52]
コカ・コーラ「ネームボトルキャンペーン」CMソング[4]。ミュージックビデオは中村浩紀が監督を務めた[5]。ビデオ中に登場する歌舞伎メイクの女性はサポートコーラスの佐々木。本作がコカ・コーラのCMソングになったことから、MVの終盤には「コカ・コーラ」の500mlボトルが登場する。前年に発売したアルバム『魅力がすごいよ』で音楽的な深さに気づかれなかったこともあり、もっとわかりやすくしてやろうとコーラスを顕著にするなど、アレンジをかなり凝ったが、ポップさも失わないようにし、完璧な塩梅で曲ができたという[6]。2015年5月26日、甘利明経済再生担当大臣（当時）が、閣議後の記者会見で、マイナンバー制度をPRするためにこの曲の替え歌を歌った[7]ことでも話題になった。2015年末の第66回NHK紅白歌合戦での歌唱曲である。
2. ルミリー [4:11]
ハウステンボス「あじさい祭り」2015年度CMソング。
3. パラレルスペック (funky ver.) [5:17]
4. But I'm lonely [2:09]

## 参加メンバー
- 川谷絵音 – ボーカル、ギター (#1, #3)、サンプリング (#4)
- 休日課長 – ベース、コーラス
- ちゃんMARI – キーボード、コーラス
- ほな・いこか – ドラムス、コーラス

サポート
- 佐々木みお – コーラス (#1 - 4)